# 阿蘭德-羅蘭彗星
阿蘭德-羅蘭彗星（Arend-Roland comet、C/1956 R1）由西維恩·阿蘭德（Sylvain Arend）和喬治·羅蘭兩位天文學家（Georges Roland）於1956年11月8日在比利時的皇家天文臺所發現的，為一顆非週期彗星。由於這一顆彗星是1956年發現的第八顆彗星，所以起先被命名為阿蘭德-羅蘭彗星1956h。因為它是1957年第三顆通過近日點的彗星，所以又被改名為1957III。最後這顆彗星被國際天文學聯合會正式命名為C/1956 R1（阿蘭德-羅蘭彗星），“C /”顯示它是一顆非週期彗星，而R1顯示它是天文學家在九月上半月發現的第一顆彗星。

## 發現
1956年11月,位於布魯塞爾的比利時皇家天文台开始使用雙筒攝星儀進行微型行星的觀測。1956年11月8日，比利時天文學家西維恩·阿蘭德（Sylvain Arend）和喬治·羅蘭（Georges Roland）在檢查底片時首次發現阿蘭德-羅蘭彗星。當時這顆彗星的視星等為10等，具有清晰的彗核和短彗尾。這顆彗星被天文學家早早發現也讓後續的觀測活動和設備可以提前作好充分準備。
天文學家邁克·P·肯迪計算出阿蘭德-羅蘭彗星的軌道資料，並預測該彗星將於1957年4月8日通過近日點。由於彗星相當明亮，所以他預測阿蘭德-羅蘭將在北半球四月份的夜空中成為耀眼的天體。阿蘭德-羅蘭彗星在12月初距離太陽為2.5天文單位，距離地球為1.7天文單位。直到二月為止，阿蘭德-羅蘭彗星都會位於雙魚座的位置，當時它的亮度已達到7.5-8等。
阿蘭德-羅蘭彗星在四月份通過近日點，彗星尾部的長度達到了15°。彗星尾部外觀並不一致，4月16日和5月5日時彗尾形狀類似絲帶；5月29日時彗尾則分裂成三條。彗星到4月22日時還出現了突出的異常彗尾（或稱反向彗尾），橫跨了5°的距離。這條反向彗尾於4月25日時長達12°，也是最長的時候。這條反向彗尾在4月29日後就已經消失了。
阿蘭德-羅蘭彗星通過近日點之後，彗星的亮度迅速變暗。五月初時彗星的視星等為5.46。到了5月8日時彗星的亮度已經下降到了7等，遠低於裸眼可以看見的極限。5月29日時它彗星的亮度下降到8.55等。
阿蘭德-羅蘭彗星是天文學家第一颗試圖进行無線電頻率觀測的彗星。然而，這些努力均告失敗。直到1973年的科胡特克彗星之前，天文學家並未成功對彗星进行無線電波頻率的观测。
阿蘭德-羅蘭彗星是英國廣播公司電視紀錄片《仰望天空》於1957年4月24日首播時的主角。

## 軌道性質
阿蘭德-羅蘭彗星的軌道為雙曲線，表示它的速度足夠脫離太陽的引力，將永遠不會再度進入內太陽系。天文學家觀測彗星的時間長達520日，可以進行精確的軌道計算。然而公轉軌道要素分佈呈現波浪模式，可能受到引力之外因素的影響。此外，彗星可能起源於星際空間，而不是奧爾特雲。因為軌道資料包括非引力的變化，所以有些不同的數值產生。（見下表）
| 軌道資料             | Sekanina (1968)             | Marsden (1970)              |
| -------------------- | --------------------------- | --------------------------- |
| 近日點時間 (T)       | 1957年4月8.03232 ET         | 1957年4月8.03201 ET         |
| 近日點距離 (q)       | 0.3160540 ± 0.0000008 AU    | 0.3160361 ± 0.0000024 AU    |
| 逆半長軸 (1/a)       | –0.0007886 ± 0.0000045 AU−1 | –0.0006377 ± 0.0000213 AU−1 |
| 軌道離心率 (e)       | 1.0002492 ± 0.0000014       | 1.0002015 ± 0.0000067       |
| 傾角 (i)             | 119.94936° ± 0.00005°       | 119.94930° ± 0.00006°       |
| 近心點經度 (ω)       | 307.78084° ± 0.00004°       | 308.77725° ± 0.00048°       |
| 軌道交點的位置角 (Ω) | 215.15900° ± 0.00006°       | 215.15968° ± 0.00008°       |

在近日點時，彗星估計釋出7.5 × 104 公斤/秒的灰塵，並釋放約1.5 × 1030 分子/秒的氣體分子。天文學家認為一個劇烈的爆發發生在4月2日，當時是彗星通過近日點的6天之前。彗星從1957年2月6日至3月1日之間釋放出粒子，形成了反向彗尾。估計彗星釋放到黃道帶的塵埃總數介於3 × 108至5 × 1010公斤之間。

## 外部連結
- JPL Orbit Simulation
- Orbital simulation （页面存档备份，存于） from JPL (Java) / Ephemeris （页面存档备份，存于）
- C/1956 R1 (Arend–Roland) （页面存档备份，存于）
- Picture of Antitail （页面存档备份，存于）